# Sinaida Borissowna Woronina
Sinaida Borissowna Woronina, geb. Druschinina (russisch Зинаида Борисовна Воронина geb. Дружинина; * 10. Dezember 1947 in Joschkar-Ola, ASSR der Mari, Russische SFSR, Sowjetunion; † 17. März 2001 in Balaschicha) war eine russisch-sowjetische Kunstturnerin und Olympiasiegerin. Sie war die erste Mari-Sportlerin, die eine olympische Goldmedaille erhielt.

## Sportliche Karriere

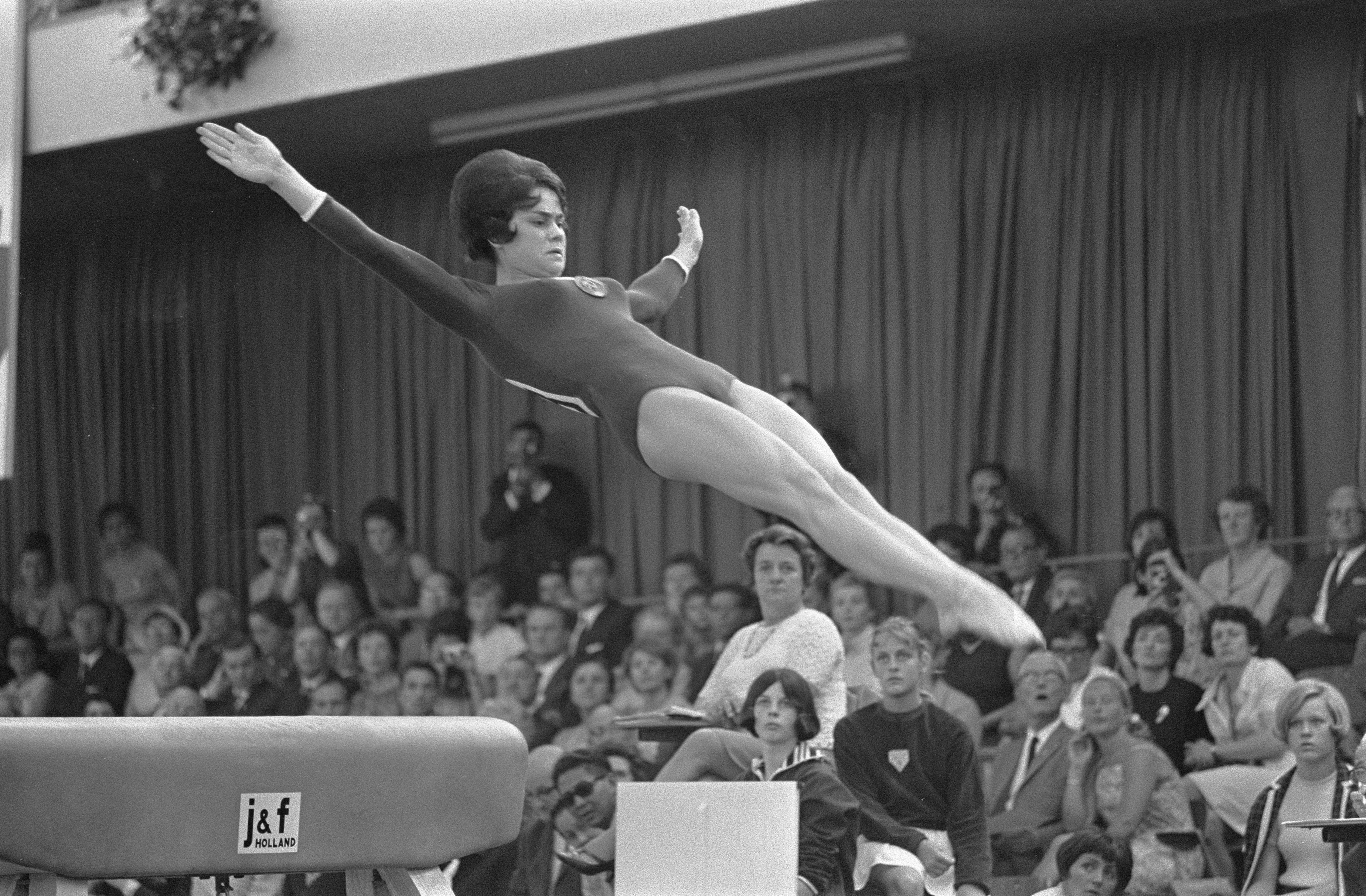
Woronina bei den Turn-Europameisterschaften 1967

Sinaida Woronina gehörte im Alter von 20 Jahren der sowjetischen Riege bei den Olympischen Spielen 1968 in Mexiko-Stadt an und gewann zusammen mit Ljubow Burda, Natalja Kutschinskaja, Larissa Petrik, Olga Karassjowa und Ljudmila Turischtschewa den Mannschaftswettbewerb.
Bei den Turn-Weltmeisterschaften 1970 gewann sie erneut Gold mit der sowjetischen Riege. Außer Tamara Lasakowitsch, die Natalja Kutschinskaja ersetzt hatte, waren die gleichen Turnerinnen Mitglied der Riege wie 1968.

## Leben nach dem Sport
Woronina arbeitete nach der Sportkarriere in einem Gießerei-Werk in Balaschicha. Sie starb im Alter von 53 Jahren, einer der Gründe für ihren frühen Tod dürfte ihre Alkoholkrankheit gewesen sein.

## Privates
Woronina heiratete Michail Woronin, einen Kunstturner und Olympiasieger von 1968, mit dem sie einen Sohn Dmitrij (* 1969) hatte. Das Paar trennte sich zwei Jahre nach der Geburt des Sohnes. Wegen der Alkoholkrankheit von Woronina bekam Michail Woronin 1980 das Sorgerecht.

## Auszeichnungen (Auswahl)
- 1968:  Verdienter Meister des Sports der UdSSR[4]
- 1969:  Ehrenzeichen der Sowjetunion[5]
- 2024: Benennung eines Asteroiden nach ihr: (567329) Zinaida.[6]